# Aeroportul In Guezzam
Aeroportul In Guezzam (IATA: INF, ICAO: DATG) este un aeroport din In Guezzam, In Guezzam District⁠(d), In Guezzam Province⁠(d), Algeria ce deservește zona In Guezzam. A fost numit după zona deservită.
Situat la o altitudine de 404 m, aeroportul dispune de o singură pistă.